# Section Lepeletier
La section Lepeletier était, sous la Révolution française, une section révolutionnaire parisienne.

## Représentants
Elle était représentée à la Commune de Paris par :
- Bertrand Arnaud , né à Tignes département du Mont-Blanc en 1739, où 1741, lecteur secrétaire, il est guillotiné le 11 thermidor an II (29 juillet 1794). Il habite 4 rue Favart.
- Jean Baptiste Beaudrais où Baudrais, homme de lettres né en 1749 où 1750. Commissaire pour  la rédaction de l'adresse pour la déchéance de Louis XVI, c'est à lui que ce dernier, au moment de partir pour l'échafaud, remit une lettre pour le président du Conseil général de la Commune[2]. Il demeure 9, rue Marivaux.
- Joigny,
- Vergne.

## Historique
Cette section prit d’abord le nom de « section de la Bibliothèque » située sur son territoire ; en septembre 1792, elle devint « section Quatre-Vingt-Douze » et, en octobre 1793, « section Lepeletier ». Elle est parfois connue sous le nom de « section des Filles-Saint-Thomas » en raison du lieu où elle se réunissait, dans la continuité du district éponyme. Elle est la seule à ne pas demander la déchéance du roi au lendemain de la journée du 10 août 1792 (prise des Tuileries).

## Territoire
Il correspond à une partie des quartiers actuels Vivienne et Gaillon.

## Limites
La rue Neuve-des-Petits-Champs, à gauche, depuis la rue de Louis-le-Grand jusqu’à la rue Vivienne : la rue Vivienne, à gauche, jusqu’à la rue des Filles-Saint-Thomas : la rue des Filles-Saint-Thomas, à gauche, depuis la rue Vivienne jusqu’à la rue Notre-Dame-des-Victoires : la rue Notre-Dame-des Victoires, à gauche, depuis la rue des Filles Saint-Thomas jusqu’à la rue Montmartre : la rue Montmartre, à gauche, depuis la rue Notre-Dame-des-Victoires jusqu’au boulevard Montmartre : le Boulevard, à gauche de la rue Montmartre, à la rue de Louis-le-Grand : la rue de Louis-le-Grand, à gauche, jusqu’à la rue Neuve des-Petits-Champs.

## Intérieur
Les rues d'Antin, Gaillon, Sainte-Anne, Chabanois, de Richelieu, Colbert, des Filles-Saint-Thomas, Feydeau, Saint-Marc, Neuve-Saint-Marc, d'Amboise, Favart, Marivaux, de la Comédie, Ménars, Neuve Saint-Augustin, de Louvois, de Grammont, de Choiseul, de la Michodière, etc. et généralement tous les rues, culs-de-sac, places, etc., enclavés dans cette limite.

## Local
La section Lepeletier se réunissait dans l’église du couvent des Filles Saint-Thomas qui se trouvait sur l'emplacement actuel de la Bourse.

## Population
9 930 habitants, dont 780 ouvriers et 510 économiquement faibles.

## 9 Thermidor an II
Lors de la chute de Robespierre, la section Lepeletier soutint la Convention nationale le 9 thermidor an II (27 juillet 1794) un seul de ses représentants prêta serment à la Commune de Paris, il s’agit de Bertrand Arnaud guillotiné le 11 thermidor an II (29 juillet 1794).
Rapport d’Edme-Bonaventure Courtois :
« L’assemblée générale de la section s’est formée à huit heures du soir. On fait lecture de l’invitation de la Commune (de venir prêter le serment de sauver la patrie). Puis on fait part des ordres des Comités de salut public et de Sûreté générale. L’assemblée jure obéir à la Convention nationale. Aussitôt qu’elle a connaissance de la mise hors la loi du maire de Paris (Jean-Baptiste Fleuriot-Lescot) et de la Commune, elle envoie vingt commissaires à la Convention pour la féliciter et renouveler son serment. 

Elle marque son indignation au citoyen Arnaud qui ose monter à la tribune pour parler en faveur de la Commune : "Il faut, dit-il, se réunir à la Commune où il y a déjà trente-neuf ou quarante sections réunies, plus de six mille hommes sur la place publique, plus de mille deux cents hommes de cavalerie. Il n’y a pas un instant à perdre et demain, c’est-à-dire aujourd’hui, il ne sera plus temps; vous serez les premiers sacrifiés au comité révolutionnaire. 

Une députation aux quarante-sept sections est décidée. 

Il est difficile de se conduire mieux que ne l’a fait en cette circonstance Vergne, président de l’assemblée qui, cependant, ainsi que le prouvent les détails du procès-verbal, était une des créatures de Robespierre. »

## Évolution
Après le regroupement par quatre des sections révolutionnaires par la loi du 19 vendémiaire an IV (11 octobre 1795) qui porte création de 12 arrondissements, la présente section est maintenue comme subdivision administrative, puis devient, par arrêté préfectoral du 10 mai 1811, le quartier Feydeau (2e arrondissement de Paris).